# East Williamston
East Williamston è un centro abitato del Galles, situato nella contea del Pembrokeshire.